# Заградівська волость
Заградівська волость — адміністративно-територіальна одиниця Херсонського повіту Херсонської губернії.
За даними поземельного перепису 1877 року, складалася з 8 поселень, 8 сільських громад. Населення — 3332 особи (1640 чоловічої статі та 1692 — жіночої), 577 дворових господарств.
|                     | Площа, десятин | У тому числі орної, десятин |
| ------------------- | -------------- | --------------------------- |
| Сільських громад    | 4038           | 3652                        |
| Приватної власності | 10723          | 700                         |
| Іншої власності     | 219            | 120                         |
| Загалом             | 14980          | 4472                        |

Найбільші поселення волості:
- Заградівка (Загрядівка) — село при річці Інгулець в 117 верстах від повітового міста, 1105 осіб, 185 дворів, церква православна, школа, 2 лавки, ярмарок на день Трійці, переправа через Інгулець.
- Блакитне — село при річці Інгулець, 507 осіб, 96 дворів.
- Іванівка — село при балці Донська кобилка, 326 осіб, 56 дворів, церква православна.